# دوبکی (باشقیرستان)
دوبکی (انگلیسی: Dubki, Republic of Bashkortostan) یک شهرک در شهرستان اوفیمسکی استان باشقیرستان کشور روسیه است.